# Amity (Maine)
Amity – miasto w Stanach Zjednoczonych, w stanie Maine, w hrabstwie Aroostook.